# Filip I. Orleánský

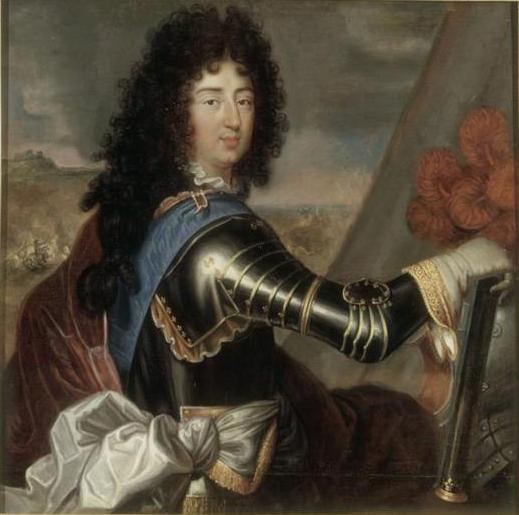
Podobizna Filipa Orleánského od Michela Corneilleho

Filip I. vévoda orleánský, též Filip Francouzský a známý také jako Monsieur (21. září 1640 Saint-Germain-en-Laye – 9. června 1701 zámek Saint-Cloud), byl druhorozený syn francouzského krále Ludvíka XIII. a mladší bratr krále Ludvíka XIV. Stal se zakladatelem dynastie Bourbon-Orléans.

## Dětství a mládí
Filip se narodil jako druhorozený syn francouzského krále Ludvíka XIII. z rodu Bourbonů a jeho manželky Anny Rakouské z rodu španělských Habsburků. Filip byl o dva roky mladší než jeho bratr a pozdější král Ludvík XIV. Filip měl jako dítě titul vévody z Anjou. Po smrti svého otce v roce 1643 a korunovaci svého staršího bratra se stal následníkem trůnu a byl zván Grand Dauphin (tento titul držel v letech 1643 až 1661). U dvora byl v té době znám též jako Malý Monsieur, aby se odlišil od svého strýce Gastona, zvaného Velký Monsieur. Po Gastonově smrti v roce 1660 pak získal jeho údělné panství, vévodství orleánské.
Filip byl od samého počátku považován za velmi zvláštní, originální a svébytnou osobnost. Už jako malé dítě si velmi potrpěl na vkusné a elegantní oblékání, rád se krášlil, líčil a pudroval a postupně z něj vyrůstal až nápadně jemný a zženštilý chlapec. Povahově i svou fyziognomií byl pravým opakem svého staršího bratra Ludvíka XIV. V něčem si byli tito bratři ale naopak velmi blízcí – byli oba velmi bystří, inteligentní a oba milovali umění. Když v roce 1658 Ludvík těžce onemocněl, začal se Filip na příkaz své matky a kardinála Mazarina intenzivně vzdělávat a připravovat na převzetí trůnu. Na krátký čas se stal u dvora nejdůležitější osobou a každý se snažil získat jeho přízeň. Ludvík se ale nakonec uzdravil a Filip se opět ocitl v jeho stínu a v méně zajímavém postavení druhorozeného.
Mnohým lidem u dvora se ale ulevilo, jelikož jen málokdo si dovedl Filipa představit jako krále Francie. Filip byl u dvora znám svou nevázaností, prostopášností a také dával zcela nepokrytě najevo svou homosexualitu. Filip také vedl velmi nákladný život – stejně jako ostatní dvořané se s velkým zaujetím věnoval hazardním karetním hrám.

## Mecenáš
Filip Orleánský byl velkým milovníkem umění a mecenášem mnoha významných osobností z řad malířů, sochařů, spisovatelů a hudebníků. Právě Filip byl prvním mecenášem Molièra a jeho divadelní společnosti a díky jeho přímluvě se Molière mohl setkat s králem, jenž pak náležitě odměnil jeho mimořádný talent. Filip rovněž vlastnil rozsáhlé sbírky obrazů, drahokamů a šperků. Přestože se u královského dvora proslavil řadou homosexuálních skandálů, projevoval také mimořádnou zbožnost a nechyběl na žádném kázání. Dokonce sbíral růžence.
Na svém zámku Saint-Cloud žil v nádheře a přepychu a provoz tohoto jeho okázalého soukromého dvora spolykal nemalé finanční prostředky. Filip tak neustále žádal svého bratra o zvýšení apanáže a přidělení dalších lén, z jejichž vlastnictví by získal finanční prostředky na svůj nákladný život. Po čase však už Ludvík další jeho žádosti rezolutně odmítal.

## Vojevůdce
I přes svou jemnou povahu a slabší tělesnou konstituci se Filip projevil jako velký vojenský talent a své současníky udivil svou odvahou v boji. V letech 1672–1677 se účastnil války mezi Francií a Holandskem a dosáhl v ní několika vítězství (třeba v bitvách u Peene a Nordpeene v roce 1677, kdy porazil Viléma III. prince Oranžského). Po svém příjezdu do Francie byl Filip lidem bouřlivě přivítán a oslavován. Ludvík XIV. ale natolik žárlil na úspěchy svého bratra, že ho z velení armády odvolal. Tento čin byl do určité míry pochopitelný – Ludvík měl dosud v živé paměti povstání Frondy a zradu svého strýce Gastona, který svými intrikami ztrpčoval dlouhá léta život Ludvíku XIII. a pak i jemu samotnému. Ludvík XIV. se snažil nedopustit něco podobného a držel svého bratra Filipa záměrně co nejdále od moci. Filip pochopil, bratrovi se podvolil a politicky se stáhl do ústraní. Začal se opět věnovat světu umění a především se stal uznávaným odborníkem na dvorskou etiketu a francouzský dvorský ceremoniál.

## Soukromý život
Na příkaz svého bratra Ludvíka se musel Filip dvakrát oženit. I za trvání těchto manželství měl však řadu milenců. Jeho velkou a celoživotní láskou byl Filip, rytíř de Lorraine-Armagnac, který se stal největším nepřítelem Filipových manželek. Nenávist byla vzájemná. Filip rytíř de Lorraine byl fyzicky krásný, ale krutý a bezzásadový člověk, který žil dvorskými intrikami a Filipa po většinu života jen využíval.
První ženou Filipa Orleánského se stala v roce 1661 jeho sestřenice Henrietta Anna Stuartovna, dcera anglického krále Karla I. a jeho ženy Henrietty Marie Bourbonské. Toto manželství bylo velmi nešťastné, ale přesto se z něj narodily tři děti. Mladá vévodkyně v manželství trpěla především kvůli vztahu svého manžela k rytíři de Lorraine. Nakonec se jí podařilo přesvědčit krále, aby rytíře od dvora vypověděl. K hladkému průběhu celé akce přispělo i to, že několik dvorských šlechticů, včetně rytíře de Lorraine, se tehdy ocitlo v podezření, že se snažili svést králova syna Dauphina Ludvíka k homosexuálním milostným hrátkám, což Ludvíka XIV. velmi rozzuřilo. Rytíř de Lorraine se tak v roce 1670 ocitl nejprve ve vězení v Lyonu, poté v ostrovní pevnosti d'If a nakonec byl poslán do vyhnanství v Římě. Henrietta Anna tak zvítězila nad svým sokem, ne však nadlouho – ještě téhož roku zemřela za záhadných okolností ve věku 26 let. U dvora se spekulovalo o pomstě rytíře de Lorraine, který údajně vévodkyni nechal otrávit. Tato teorie se nikdy nepotvrdila, naopak, pitva, která kvůli tomuto podezření byla provedena, ukázala, že příčinou smrti byl zánět pobřišnice způsobený spontánní perforací žaludku.
Druhou Filipovou manželkou se stala Alžběta Šarlota Falcká (zvaná Liselotte), dcera falckého kurfiřta Karla I. Ludvíka (syna českého „zimního“ krále Fridricha Falckého) a jeho ženy Šarloty Hesensko-Kasselské. Druhé Filipovo manželství bylo mnohem šťastnější. Mezi manželi sice nepanovala skutečná láska a vášeň, ale projevovali si alespoň vzájemnou úctu a uznání a jejich manželství bylo v rámci daných možností harmonické. Filip a jeho žena byli především přáteli a spojenci. Z tohoto manželství opět vzešly tři děti. Jedním z nich byl syn Filip II.

## Stáří a smrt
Filip Orleánský byl po celý život politicky věrný svému bratrovi Ludvíku XIV. Jeho loajalita k trůnu byla příkladná. Nikdy proti bratrovi neintrikoval a stál po celý život věrně po jeho boku jak v otázkách politiky, tak v osobním životě, což Ludvík XIV. oceňoval a byl za to Filipovi vděčný. Oba bratři měli k sobě už od dětství velmi blízko. Ludvík XIV. navzdory všem Filipovým skandálům a také jeho povahovým chybám mladšího bratra velmi miloval, respektoval a choval se k němu vždy s úctou a shovívavostí. Poslední léta Filipova života se však nesla v duchu ostrého sporu mezi bratry, jehož příčinou byl sňatek Filipova syna. Král si přál, aby si Filipův syn Filip II. vzal za manželku svou sestřenici, Ludvíkovu nemanželskou dceru ze vztahu s jeho dlouholetou milenkou Madame de Montespan, Františku Marii Bourbonskou (známou též jako Mademoiselle de Blois), s čímž Filip Orleánský nesouhlasil. Ke svatbě Filipa II. a Františky Marie nakonec v roce 1692 stejně došlo, což Filip Orleánský těžce nesl a často tento jeho synovi vnucený sňatek Ludvíkovi XIV. vyčítal. Tyto celé roky trvající bratrské hádky podlomily Filipovo zdraví. Po jednom ze sporů dostal Filip záchvat mrtvice a 9. června 1701 zemřel na svém zámku Saint–Cloud. Když se Ludvík XIV. dozvěděl o bratrově smrti, byl dle svědectví těžce otřesen a plakal. Ještě dlouho po Filipově smrti byl smutný a údajně se cítil vinen jeho smrtí. Ve svém bratrovi ztratil Ludvík XIV. svého posledního opravdového přítele z dob zlatého věku své vlády.

## Tituly
Filip byl nositelem následujících šlechtických titulů a oslovení: Monsieur, syn Francie, vévoda z Anjou (do roku 1668), vévoda orleánský (tento titul získal po smrti svého strýce Gastona v roce 1660), vévoda z Chartres, z Valois, z Nemours, z Montpensier, z Châtellerault, z Saint-Fargea, z Beaupréa, Pair de France.
Dále: Dauphin d'Auvergne, princ z Dombes, princ z Joinville, hrabě z Dourdan a Romorantin, hrabě z Mortain, hrabě z Bar-sur-Seine, vikomt z Auge a Domfront, markýz z Coucy a Folembray, markýz z Mézières, baron z Beaujolais, pán z Montargis a rytíř z l'Ordre du Saint-Esprit.

## Potomci Filipa Orleánského
S první ženou Henriettou Annou Stuartovnou měl následující potomky:
- Marie Louisa Orleánská (26. března 1662 – 12. února 1689), ⚭ 1679 Karel II. Španělský (6. listopadu 1661 – 1. listopadu 1700), král španělský, neapolský a sicilský
- Filip Karel (16. července 1664 – 8. prosince 1666)
- dcera (*/† 9. července 1665)
- Anna Marie Orleánská (27. srpna 1669 – 26. srpna 1728), ⚭ 1684 Viktor Amadeus II. (14. května 1666 – 31. října 1732), vévoda savojský, král sicilský a sardinský

Se svou druhou ženou Alžbětou Šarlotou Falckou měl tři děti:
- Alexander Ludvík (2. června 1673 – 16. března 1676), vévoda z Valois
- Filip II. (2. srpna 1674 – 2. prosince 1723), vévoda orleánský, regent Francie, ⚭ 1692 Františka Marie Bourbonská (25. května 1677 – 1. února 1749)
- Alžběta Charlotta Orleánská (13. září 1676 – 23. prosince 1744), ⚭ 1698 Leopold Josef Lotrinský (11. září 1679 – 27. března 1729), lotrinský vévoda, těšínský kníže

|                    |                          |  |          |                          |  |  |  |  |  |  |  | Karel IV. Bourbonský |
|                    |                          |  |          |                          |  |  |  |  |  |  |  |                      |
|                    | Antonín Bourbonský       |  |          |                          |  |  |  |  |  |  |  |                      |
|                    |                          |  |          |                          |  |  |  |  |  |  |  |                      |
|                    |                          |  |          | Františka z Alençonu     |  |  |  |  |  |  |  |                      |
|                    |                          |  |          |                          |  |  |  |  |  |  |  |                      |
|                    | Jindřich IV. Francouzský |  |          |                          |  |  |  |  |  |  |  |                      |
|                    |                          |  |          |                          |  |  |  |  |  |  |  |                      |
|                    |                          |  |          | Jindřich II. Navarrský   |  |  |  |  |  |  |  |                      |
|                    |                          |  |          |                          |  |  |  |  |  |  |  |                      |
|                    | Jana III. Navarrská      |  |          |                          |  |  |  |  |  |  |  |                      |
|                    |                          |  |          |                          |  |  |  |  |  |  |  |                      |
|                    |                          |  |          | Markéta z Angoulême      |  |  |  |  |  |  |  |                      |
|                    |                          |  |          |                          |  |  |  |  |  |  |  |                      |
|                    | Ludvík XIII.             |  |          |                          |  |  |  |  |  |  |  |                      |
|                    |                          |  |          |                          |  |  |  |  |  |  |  |                      |
|                    |                          |  |          | Cosimo I. de Medici      |  |  |  |  |  |  |  |                      |
|                    |                          |  |          |                          |  |  |  |  |  |  |  |                      |
|                    | František I. Toskánský   |  |          |                          |  |  |  |  |  |  |  |                      |
|                    |                          |  |          |                          |  |  |  |  |  |  |  |                      |
|                    |                          |  |          | Eleonora Toledská        |  |  |  |  |  |  |  |                      |
|                    |                          |  |          |                          |  |  |  |  |  |  |  |                      |
|                    | Marie Medicejská         |  |          |                          |  |  |  |  |  |  |  |                      |
|                    |                          |  |          |                          |  |  |  |  |  |  |  |                      |
|                    |                          |  |          | Ferdinand I. Habsburský  |  |  |  |  |  |  |  |                      |
|                    |                          |  |          |                          |  |  |  |  |  |  |  |                      |
|                    | Johana Habsburská        |  |          |                          |  |  |  |  |  |  |  |                      |
|                    |                          |  |          |                          |  |  |  |  |  |  |  |                      |
|                    |                          |  |          | Anna Jagellonská         |  |  |  |  |  |  |  |                      |
|                    |                          |  |          |                          |  |  |  |  |  |  |  |                      |
| Filip I. Orleánský |                          |  |          |                          |  |  |  |  |  |  |  |                      |
|                    |                          |  |          |                          |  |  |  |  |  |  |  |                      |
|                    |                          |  | Karel V. |                          |  |  |  |  |  |  |  |                      |
|                    |                          |  |          |                          |  |  |  |  |  |  |  |                      |
|                    | Filip II. Španělský      |  |          |                          |  |  |  |  |  |  |  |                      |
|                    |                          |  |          |                          |  |  |  |  |  |  |  |                      |
|                    |                          |  |          | Isabela Portugalská      |  |  |  |  |  |  |  |                      |
|                    |                          |  |          |                          |  |  |  |  |  |  |  |                      |
|                    | Filip III. Španělský     |  |          |                          |  |  |  |  |  |  |  |                      |
|                    |                          |  |          |                          |  |  |  |  |  |  |  |                      |
|                    |                          |  |          | Maxmilián II. Habsburský |  |  |  |  |  |  |  |                      |
|                    |                          |  |          |                          |  |  |  |  |  |  |  |                      |
|                    | Anna Habsburská          |  |          |                          |  |  |  |  |  |  |  |                      |
|                    |                          |  |          |                          |  |  |  |  |  |  |  |                      |
|                    |                          |  |          | Marie Španělská          |  |  |  |  |  |  |  |                      |
|                    |                          |  |          |                          |  |  |  |  |  |  |  |                      |
|                    | Anna Rakouská            |  |          |                          |  |  |  |  |  |  |  |                      |
|                    |                          |  |          |                          |  |  |  |  |  |  |  |                      |
|                    |                          |  |          | Ferdinand I. Habsburský  |  |  |  |  |  |  |  |                      |
|                    |                          |  |          |                          |  |  |  |  |  |  |  |                      |
|                    | Karel II. Štýrský        |  |          |                          |  |  |  |  |  |  |  |                      |
|                    |                          |  |          |                          |  |  |  |  |  |  |  |                      |
|                    |                          |  |          | Anna Jagellonská         |  |  |  |  |  |  |  |                      |
|                    |                          |  |          |                          |  |  |  |  |  |  |  |                      |
|                    | Markéta Habsburská       |  |          |                          |  |  |  |  |  |  |  |                      |
|                    |                          |  |          |                          |  |  |  |  |  |  |  |                      |
|                    |                          |  |          | Albrecht V. Bavorský     |  |  |  |  |  |  |  |                      |
|                    |                          |  |          |                          |  |  |  |  |  |  |  |                      |
|                    | Marie Anna Bavorská      |  |          |                          |  |  |  |  |  |  |  |                      |
|                    |                          |  |          |                          |  |  |  |  |  |  |  |                      |
|                    |                          |  |          | Anna Habsburská          |  |  |  |  |  |  |  |                      |
|                    |                          |  |          |                          |  |  |  |  |  |  |  |                      |